# Литлфок (Минесота)
Литлфок (енгл. Littlefork) град је у америчкој савезној држави Минесота.

## Демографија
По попису из 2010. године број становника је 647, што је 33 (-4,9%) становника мање него 2000. године.
| Група             | 2000.       | 2010.       |
| Белци             | 671 (98,7%) | 639 (98,8%) |
| Афроамериканци    | 0 (0,0%)    | 1 (0,2%)    |
| Азијати           | 0 (0,0%)    | 0 (0,0%)    |
| Хиспаноамериканци | 5 (0,7%)    | 4 (0,6%)    |
| Укупно            | 680         | 647         |